# 西卅店镇
西卅店镇，是中华人民共和国安徽省滁州市定远县下辖的一个乡镇级行政单位。

## 行政区划
西卅店镇下辖以下地区：
西卅店村、新建村、陈庄村、幸福村、张庄村、青山村、高潮村、东兴村、南阳村、双桥村和下合村。